# Staatsbad
Staatsbäder sind Kurbetriebe im Besitz der deutschen Länder. Viele Staatsbäder haben ihren Ursprung in der feudalistischen Zeit des 18. und 19. Jahrhunderts, als die Landesherren Heilquellen in Besitz nahmen und Badeeinrichtungen erbauen ließen. Viele dieser Kureinrichtungen blieben in Landesbesitz. Die Kurorte tragen den Titel Staatsbad, doch tatsächlich in Staatsbesitz befinden sich nur einzelne Bereiche des Kurbetriebs, nicht aber die Orte selbst. 
In jüngster Zeit zieht sich der Staat oft zunehmend aus seiner historischen Zuständigkeit zurück: Immer mehr Bundesländer trennen sich von ihren Staatsbädern, teils durch Kommunalisierung, teils durch Privatisierung der Kuranlagen. Zusätzlich zwingen Gesundheitsreformen, die rückläufige Zahl der Kurverordnungen und die Rezession die Bäder zu Umstrukturierungen. Um Verluste aus dem Kurbetrieb auszugleichen, versuchen sie häufig, die Bereiche Wellness und Tourismus auszubauen.
Zudem stellte 2020 auch die Corona-Pandemie mit ihren Auswirkungen die Staatsbäder vor große Herausforderungen.
Bekannte deutsche Staatsbäder sind u. a. Baden-Baden, Badenweiler, Bad Bocklet, Bad Brambach, Bad Brückenau, Bad Elster, Bad Kissingen, Bad Pyrmont, Bad Meinberg, Bad Mergentheim, Bad Nenndorf, Bad Reichenhall, Bad Salzuflen, Bad Steben, Bad Wildbad und Bad Wörishofen.
Ehemalige Staatsbäder waren u. a. Bad Bergzabern, Bad Dürkheim, Bad Ems, Bad Nauheim, Norderney, Bad Oeynhausen, Bad Salzhausen, Bad Schwalbach, Schlangenbad, Bad Wildungen und Wangerooge.